# Linda Tuhiwai Smith
Linda Tuhiwai Te Rina Smith (apellido de soltera: Mead, nacida en 1950), fue por largo tiempo profesora de educación indígena en la Universidad de Waikato en Hamilton (Nueva Zelanda) y es ahora profesora distinguida en Te Whare Wānanga o Awanuiārangi. Hija de Sidney Moko Mead, está afiliada a los centros iwi (maorí) Ngāti Awa y Ngāti Porou.

## Carrera académica

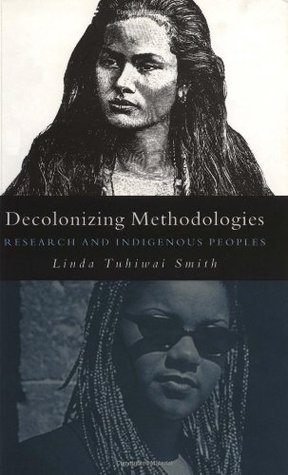
Póster de smith

Smith obtuvo su licenciatura, maestría y doctorado en la Universidad de Auckland. En 1996 presentó su tesis, titulada Ngā aho o te kakahu matauranga: the multiple layers of struggle by Maori in education (Ngā aho o te kakahu matauranga: las múltiples capas de lucha de los maoríes en la educación). Fue miembro del grupo político maorí Ngā Tamatoa cuando era estudiante universitaria.
Smith es la autora de Decolonizing Methodologies (1999), un análisis crítico del papel que desempeñó la investigación académica occidental en el proceso de colonización de las culturas indígenas. Este trabajo se considera una contribución importante a los métodos de investigación sobre justicia social.
Smith es vicerrectora adjunta maorí, decana de la Escuela de Desarrollo Maorí y del Pacífico y directora del Instituto de Investigación Te Kotahi de la Universidad de Waikato.
En los Honores de Año Nuevo de 2013, Smith fue nombrada Compañera de la Orden del Mérito de Nueva Zelanda por sus servicios a los maoríes y a la educación. En 2017, Smith fue seleccionada como una de las "150 mujeres en 150 palabras" de la Royal Society Te Apārangi, que celebra las contribuciones de las mujeres al conocimiento en Nueva Zelanda.
En noviembre de 2016 fue nombrada miembro del Tribunal de Waitangi. En el mismo año, se retiró como Vicecanciller Pro Maorí y fue contratada como profesora de Estudios Indígenas y Maoríes en la recién formada Facultad de Estudios Indígenas y Maoríes.
En septiembre de 2020, el hashtag #BecauseOfLindaTuhiwaiSmith se hizo viral cuando Smith formaba parte de un grupo de académicos que escribieron una carta abierta al Ministerio de Educación sobre racismo en la educación y la noticia de que no se renovaría su contrato. Un informe encargado por la Universidad de Waikato sobre la carta encontró que "la institución es estructuralmente discriminatoria contra los maoríes" pero no apoyó otras demandas reflejadas en la carta.
En 2021, Smith se unió a Te Whare Wānanga o Awanuiārangi como Profesora Distinguida. Se convirtió en la primera académica maorí en ser elegida para la Academia Estadounidense de Artes y Ciencias en 2021. 

## Vida personal
Smith nació en Whakatāne (Nueva Zelanda). Su padre es Sidney Moko Mead de Ngāti Awa, también profesor, y su madre es June Te Rina Mead, de Ngāti Porou. Se le dio el nombre de Tuhiwai cuando era adulta.
Cuando Smith era una adolescente, se mudó a Estados Unidos mientras su padre completaba su doctorado. Su familia vivía en el sur de Illinois y ella asistió a la Escuela Secundaria Comunitaria de Carbondale. Smith luego se mudó a Salem (Massachusetts), donde trabajó como asistente en el Museo Peabody de Salem, escribiendo etiquetas en el sótano. A su regreso a Nueva Zelanda, aplicó lo aprendido con los estudiantes, especialmente con los maoríes.
En la década de 1970, Smith fue miembro fundador del grupo activista maorí Ngā Tamatoa. Profundizó en textos de Malcolm X y Frantz Fanon. Su papel en Ngā Tamatoa era comunicarse con los maoríes sobre el Tratado de Waitangi. Smith vio en la educación la parte más importante de la lucha maorí por la libertad.
Smith está casada con su colega académico Graham Smith.